# Joseph Pasquale Crazzolara
Joseph Pasquale Crazzolara, né le 12 avril 1884 et mort le 25 mars 1976, est un missionnaire catholique en Afrique, ethnologue et linguiste de nationalité italienne.

## Travaux scientifiques
- Outlines of a Nuer Grammar (1933)
- A Study of the Acooli Language (1938)
- The Lwoo (1950–54)
- Zur Gesellschaft und Religion der Nueer (1953)
- A Study of the Logbara (Ma'di) Language (1960)
- A Study of the Pokot (Suk) Language (1978)